# YUBA liga (1945-1992, pallacanestro femminile)
Il campionato femminile di pallacanestro jugoslavo, noto anche come YUBA Liga, fu attivo dal 1945 al 1992 nella Repubblica Socialista Federale di Jugoslavia.
Era organizzato dalla Federazione cestistica della Jugoslavia.

## Storia
Dopo la fine della seconda guerra mondiale, venne istituito nel 1945 il primo campionato della neonata Repubblica Socialista Federale di Jugoslavia, con la partecipazione di formazioni in rappresentanza della Serbia, della Croazia, della Macedonia e della Vojvodina.
Le prime quindici edizioni del torneo videro la vittoria della Stella Rossa di Belgrado.
Dopo la dissoluzione della Jugoslavia, e l'indipendenza dei singoli Stati, vennero istituiti il campionato della Repubblica Federale di Jugoslavia, e i vari campionati nazionali indipendenti.

## Albo d'oro
- 1945  Serbia
- 1946  Stella Rossa
- 1947  Stella Rossa
- 1948  Stella Rossa
- 1949  Stella Rossa
- 1950  Stella Rossa
- 1951  Stella Rossa
- 1952  Stella Rossa
- 1953  Stella Rossa
- 1954  Stella Rossa
- 1955  Stella Rossa
- 1956  Stella Rossa
- 1957  Stella Rossa
- 1958  Stella Rossa
- 1959  Stella Rossa
- 1960  Stella Rossa
- 1961  Radnički Belgrado
- 1962  Radnički Belgrado

- 1963  Stella Rossa
- 1964  Radnički Belgrado
- 1965  Radnički Belgrado
- 1966  Radnički Belgrado
- 1967  Zrinjevac
- 1968  Radnički Belgrado
- 1969  Vojvodina Novi Sad
- 1969-1970  Vojvodina Novi Sad
- 1970-1971  Željezničar Sarajevo
- 1971-1972  Voždovac
- 1972-1973  Stella Rossa
- 1973-1974  Bosna
- 1974-1975  Voždovac
- 1975-1976  Stella Rossa
- 1976-1977  Stella Rossa
- 1977-1978  Stella Rossa
- 1978-1979  Stella Rossa
- 1979-1980  Stella Rossa

- 1980-1981  Stella Rossa
- 1981-1982  Zrinjevac
- 1982-1983  Zrinjevac
- 1983-1984  Partizan
- 1984-1985  Partizan
- 1985-1986  Partizan
- 1986-1987  Jedinstvo Tuzla
- 1987-1988  Jedinstvo Tuzla
- 1988-1989  Stella Rossa
- 1989-1990  Jedinstvo Tuzla
- 1990-1991  Šibenik
- 1991-1992  Stella Rossa

## Vittorie per club
| Club                 | Titolo | Città    | Anno |
| -------------------- | ------ | -------- | --- |
| Stella Rossa         | 25     | Belgrado | 1946, 1947, 1948, 1949, 1950, 1951, 1952, 1953, 1954, 1955, 1956, 1957, 1958, 1959, 1960, 1963, 1973, 1976, 1977, 1978, 1979, 1980, 1981, 1989, 1992 |
| Radnički Belgrado    | 6      | Belgrado | 1961, 1962, 1964, 1965, 1966, 1968 |
| Zrinjevac            | 3      | Zagabria | 1967, 1982, 1983 |
| Partizan             | 3      | Belgrado | 1984, 1985, 1986 |
| Jedinstvo Tuzla      | 3      | Tuzla    | 1987, 1988, 1990 |
| Voždovac             | 2      | Voždovac | 1972, 1975 |
| Vojvodina Novi Sad   | 2      | Novi Sad | 1969, 1970 |
| Bosna                | 1      | Sarajevo | 1974 |
| Šibenik              | 1      | Sebenico | 1991 |
| Željezničar Sarajevo | 1      | Sarajevo | 1971 |
| Serbia               | 1      |          | 1945 |

## Vittorie per repubblica
| Repubblica           | Titol1 |
| -------------------- | ------ |
| Serbia               | 39     |
| Bosnia ed Erzegovina | 5      |
| Croazia              | 4      |